# Lipocarpha monostachya
Lipocarpha monostachya är en halvgräsart som beskrevs av Gross och Johannes Mattfeld. Lipocarpha monostachya ingår i släktet Lipocarpha och familjen halvgräs. Inga underarter finns listade i Catalogue of Life.